# Philonotis polymorpha
Philonotis polymorpha är en bladmossart som beskrevs av Kindberg 1889. Philonotis polymorpha ingår i släktet källmossor, och familjen Bartramiaceae. Inga underarter finns listade i Catalogue of Life.